# Shady Hamadi
Shady Hamadi (Milano, 23 maggio 1988) è uno scrittore italiano.

## Biografia
Nato a Milano da madre italiana e padre siriano, fino al 1997 gli è stato vietato di entrare in Siria in seguito all'esilio del padre Mohamed, appartenente al Movimento Nazionalista Arabo e più volte arrestato e torturato in patria.
Studia Scienze politiche a Milano e inizia la sua attività di romanziere con Voci di anime.
A marzo del 2011, allo scoppio della rivolta siriana contro il governo di Bashar al Assad, prende posizione contro il regime, diventando un attivista per i diritti umani e una tra le principali figure di riferimento dell'opposizione in Italia. Partecipa a numerosi dibattiti e trasmissioni televisive e radiofoniche, tra cui L'Infedele, ″Mediterraneo″, ”Uno Mattina″, Radio Tre, Radio Svizzera Italiana. 
Nel 2011 la sua attività di sostegno alla rivolta siriana si fa sempre più intensa, procurandogli una serie di intimidazioni. In Siria i servizi segreti minacciano lo zio e, nel corso di un rastrellamento nel suo villaggio di origine, Talkalakh, viene sequestrato un suo cugino. A ottobre viene invitato a un forum sul mondo arabo, con particolare attenzione alla Siria, organizzato dal Partito Socialista Europeo presso il Parlamento europeo a Bruxelles. A dicembre viene invitato dalla terza commissione Affari esteri del Parlamento italiano come unico relatore per un'audizione conoscitiva sui diritti umani e la democrazia in Siria.
A dicembre del 2011 inizia a collaborare con il Fatto Quotidiano, dove ha un suo blog.
A febbraio 2012 scrive una lettera-appello pubblicata dal Corriere della Sera, sul blog Le persone e la dignità, in cui dà il via alla campagna Un fiocco nero per la Siria, che si propone di chiedere a chiunque di indossare un fiocco nero per la cessazione delle uccisioni in Siria. In due giorni aderiscono venti tra deputati e senatori, svariate associazioni e riviste.
L'8 marzo del 2012 esce su Famiglia cristiana una sua lettera-appello al Papa in merito alla posizione dei cristiani in Siria.

## Opere
- Voci di anime, Marietti 2011
- IncontrArti. Arti performative e intercultura, FrancoAngeli 2012, contributo Shady Hamadi
- La felicità araba. Storia della mia famiglia e della rivoluzione siriana, add editore 2013
- Esilio dalla Siria. Una lotta contro l'indifferenza, add editore 2016